# اوپن‌استریت‌مپ
اوپن‌استریت‌مپ (به انگلیسی: OpenStreetMap) (اختصاری OSM) یک پروژه مشارکتی برای ایجاد نقشه جهانی قابل ویرایش آزاد است. ایجاد و رشد اواس‌ام به دلیل محدودیت در استفاده یا در دسترس بودن داده‌های نقشه در بسیاری از نقاط جهان و ظهور سامانه ماهواره‌ای ناوبری جهانی ارزان قیمت ایجاد شده‌است.
اواس‌ام نمونه ای بارز از اطلاعات جغرافیایی داوطلبانه شناخته شده‌است.
پروژه اواس‌ام در سال ۲۰۰۴، توسط استیو کوست در لندن کلید خورد. این پروژه از موفقیت ویکی‌پدیا و غلبه بر داده‌های نقشه اختصاصی در انگلستان و جاهای دیگر الهام گرفته شده بود. از آن زمان به بعد، به بیش از دو میلیون کاربر ثبت شده افزایش پیدا کرده‌است، کاربرانی که می‌توانند داده‌های نقشه را با استفاده از بررسی دستی، دستگاه‌های جی‌پی‌اس، عکس‌برداری هوایی و سایر منابع آزاد جمع‌آوری و ترسیم کنند. درنهایت این داده‌های جمع‌سپاری شده تحت مجوز پایگاه داده باز(اودی‌بی‌ال) منتشر می‌شوند. وبگاه رسمی اواس‌ام توسط بنیاد اوپن‌استریت‌مپ که یک سازمان غیرانتفاعی ناسودبر ثبت شده در انگلستان است پشتیبانی می‌شود.
از داده‌های اواس‌ام می‌توان به روش‌های مختلفی از جمله تهیه نقشه‌های کاغذی و نقشه‌های الکترونیکی (برای مثال مانند گوگل مپس)، زمین‌کدیابی از مکان‌ها و نام‌ها و مسیریابی استفاده کرد. از کاربران برجسته اواس‌ام می‌توان به فیس‌بوک، اینستاگرام، اسنپ‌چت، اکیوودر، کریگزلیست، سزنم، اواس‌ام‌اند و فوراسکور اشاره کرد. بسیاری از کاربران دستگاه‌های جی‌پی‌اس از داده‌های اواس‌ام برای جایگزینی داده‌های نقشه داخلی در دستگاه‌های خود استفاده می‌کنند.
داده‌های اواس‌ام با منابع داده اختصاصی مقایسه شده، با این حال در سال ۲۰۰۹ کیفیت داده‌ها در سراسر جهان متفاوت بوده‌است.

## تاریخچه

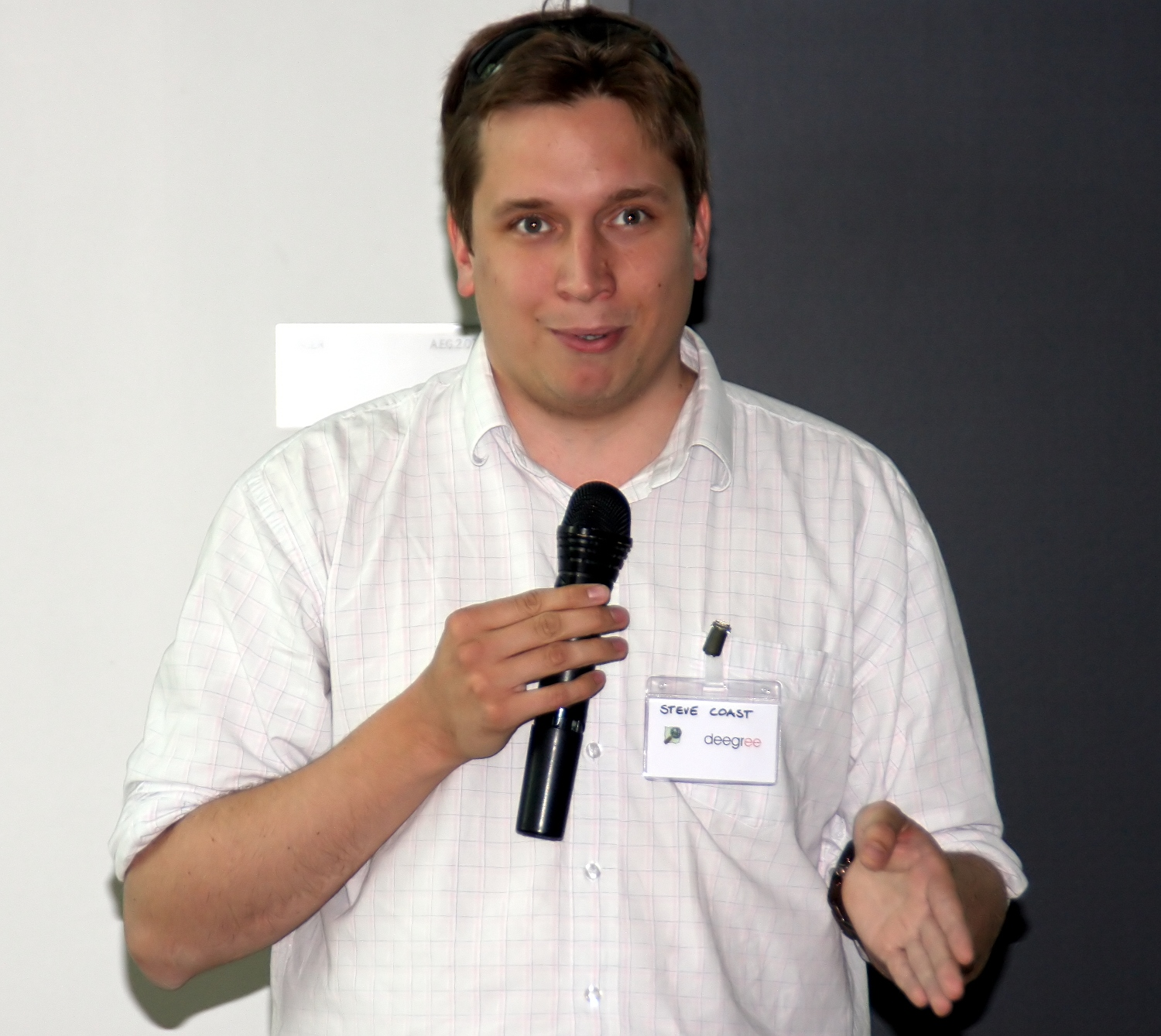
عکسی از بنیان‌گذار اوپن‌استریت‌مپ سال ۲۰۰۹

اوپن‌استریت‌مپ در سال ۲۰۰۴ توسط استیو کوست و با تمرکز بر روی نقشه‌برداری از انگلستان بنیان‌گذاری شد.
در انگلستان و کشورهای دیگر، پروژه‌های دولتی و مالیاتی مانند آژانس ملی نقشه‌برداری انگلستان مجموعه داده‌های زیادی را ایجاد کردند اما نتوانستند آزادانه و گسترده به توزیع آنها بپردازند. اولین ویرایش توسط «مجله مسیریابی» که یک جاده بود در سال ۲۰۰۵ در شهر لندن انجام شد.
در آوریل سال ۲۰۰۶، بنیاد اوپن‌استریت‌مپ با هدف تشویق رشد، توسعه و توزیع داده‌های آزاد جغرافیایی و ارائه اطلاعات مربوط به داده‌های مکانی برای استفاده و اشتراک گذاری همگانی ایجاد شد. همچنین در دسامبر سال ۲۰۰۶، یاهو! تأیید کرد که اوپن‌استریت‌مپ می‌تواند از عکس‌برداری هوایی خود به عنوان زمینه ای برای تولید نقشه استفاده کند.
در آوریل سال ۲۰۰۷، شرکت اطلاعات پیمایش خودرو(AND) مجموعه داده‌های کامل جاده ای برای هلند و داده‌های جاده اصلی هند و چین را به این پروژه اهدا کرد و همچنین تا ژوئیه ۲۰۰۷، زمانی که اولین رویداد بین‌المللی اواس‌ام با نام «State of Map» برگزار شد، ۹۰۰۰ کاربر ثبت نام کرده بودند. از حامیان این رویداد می‌توان به گوگل، یاهو! و مولتی‌مپ اشاره کرد. در اکتبر سال ۲۰۰۷، اوپن‌استریت‌مپ مجموعه داده‌های جاده ای از اداره آمار ایالات متحده آمریکا را اضافه و تکمیل کرد. دانشگاه آکسفورد در دسامبر سال ۲۰۰۷، به اولین سازمان بزرگی تبدیل شد که از داده‌های اوپن‌استریت‌مپ در وب سایت اصلی خود استفاده کرد. تا سال ۲۰۰۸ راه‌های وارد کردن و استخراج داده‌ها رو به رشد بود، این پروژه ابزاری جهت اضافه کردن داده‌های اوپن‌استریت‌مپ به واحدهای قابل حمل جی‌پی‌اس تولید کرد، و جایگزین نقشه‌های اختصاصی و قدیمی آنها شد.
در ماه مارس، دو بنیانگذار اعلام کردند که ۲٫۴ میلیون یورو بودجه سرمایه‌گذاری از طرف شرکت «CloudMade»، یک شرکت تجاری که از داده‌های اوپن‌استریت‌مپ استفاده می‌کند، دریافت کرده‌اند. در نوامبر ۲۰۱۰، بینگ مجوز خود را تغییر داد تا اجازه دهد از تصاویر ماهواره ای خود برای تهیه نقشه استفاده کند.
در سال ۲۰۱۲، شروع قیمت‌گذاری برای گوگل مپس باعث شد چندین وب سایت برجسته به جای استفاده از گوگل، خدمات خود را به اوپن‌استریت‌مپ یا سایر رقبا تغییر دهند. از جمله مهمترین آنها «Foursquare» و کریگزلیست بودند که با اوپن‌استریت‌مپ سازگار شدند و همچنین اپل، که با گوگل قرارداد خود را لغو کرده و یک پلت فرم نقشه‌برداری خود ساخته با استفاده از داده‌های تام‌تام و اوپن‌استریت‌مپ راه اندازی کرد.

## تولید نقشه
در تولید نقشه، ابتدا داده‌ها توسط داوطلبانی که با استفاده از ابزارهایی از قبیل واحد سامانه موقعیت‌یاب جهانی دستی، نوت بوک، دوربین دیجیتال یا ضبط صوت نظرسنجی منظم در زمین انجام می‌دهند، جمع می‌شود. سپس داده‌ها در پایگاه داده اوپن‌استریت‌مپ ذخیره می‌شود. رویدادهای مسابقه نیز توسط تیم اوپن‌استریت‌مپ و توسط سازمان‌های غیر انتفاعی و دولت‌های محلی برای نقشه برداری از یک منطقه خاص برگزار می‌شود.

## استفاده از نقشه

### نرم‌افزارهایی برای استفاده از نقشه

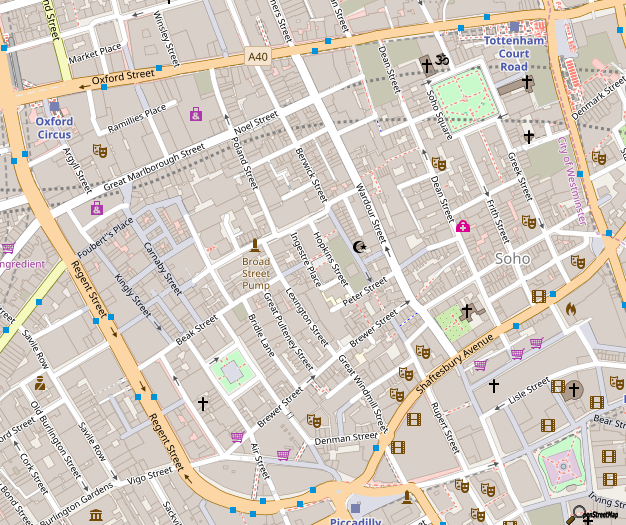
نمایی از لایه اوپن‌استریت‌مپ ناحیه سوهو در مرکز شهر لندن، در حالت استاندارد

داده‌های اوپن‌استریت‌مپ خام در حال بارگیری هند در «QGIS» برای تجزیه، تحلیل و نقشه‌برداری.

#### مرورگر وب
داده‌های ارائه شده توسط پروژه اواس‌ام را می‌توان در یک مرورگر وب با پشتیبانی جاوااسکریپت از طریق پروتکل انتقال ابرمتن (HTTP) در وب سایت رسمی آن مشاهده کرد. نماهای اساسی نقشه ارائه شده عبارتند از: استاندارد، نقشه چرخه، نقشه حمل و نقل و انسان دوستانه. نمایش رشته‌ای از نقشه و گزینه‌های دسته‌بندی از طریق مرورگر وب اوپن‌استریت‌مپ در دسترس است.

#### اواس‌ام‌اند
اواس‌ام‌اند یک نرم‌افزار آزاد برای دستگاه‌های تلفن همراه اندروید و آی‌اواس است که می‌تواند از داده‌های برداری آفلاین اواس‌ام استفاده کند.

#### نرم‌افزار Maps.me
Maps.me یک نرم‌افزار آزاد برای دستگاه‌های تلفن همراه اندروید و آی‌اواس است که نقشه‌های آفلاین را بر اساس داده‌های اواس‌ام فراهم می‌کند.

#### نقشه‌های گنوم
نقشه گنوم رابط کاربری گرافیکی است که به زبان جاوااسکریپت نوشته شده و در نگارش گنوم ۳٫۱۰ معرفی شده‌است. این برنامه مکانیزمی را برای یافتن موقعیت مکانی کاربر با استفاده از «GeoClue» فراهم می‌کند و همچنین، مسیرهایی را از طریق «GraphHopper» پیدا می‌کند و می‌تواند پاسخ درخواست‌هارا در یک فهرست ارائه کند.

#### ماربل (نرم‌افزار)
ماربل یک نرم‌افزار جهان مجازی در کی‌دی‌ئی است که از اوپن‌استریت‌مپ پشتیبانی می‌کند.

#### فاکس‌تروت‌جی‌پی‌اس
فاکس‌تروت‌جی‌پی‌اس به(انگلیسی: FoxtrotGPS) یک نمایشگر نقشه بر پایه جی‌تی‌کی برای ورودی‌های لمسی است که در مخازن دبیان و اس‌اچ‌آر(سیستم عامل) قابل دسترسی است.
وبگاه رسمی اوپن‌استریت‌مپ یک رابط کاربری شناور با استفاده از کتابخانه Leaflet جاوااسکریپت فراهم می‌کند که با استفاده از آن کاشی‌های نقشه توسط موتور ارائه دهنده مپ‌نیک و همچنین کاشی‌هایی از منابع دیگر از جمله OpenCycleMap.org فراهم می‌شود.
با استفاده از داده‌های اواس‌ام و از طریق نرم‌افزارهای مختلف از جمله Jawg Maps,مپ‌نیک، Mapbox Studio ,Mapzen's Tangrams می‌توان نقشه‌های دلخواه تولید کرد.

### کمک‌های بشردوستانه

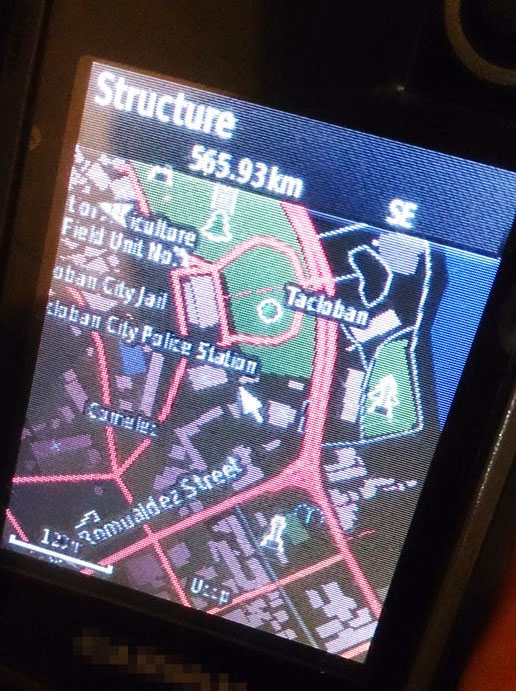

زمین‌لرزه هائیتی در سال ۲۰۱۰ الگویی را برای همکاری سازمان‌های غیردولتی (ناسود بر) با سازمان‌های بین‌المللی ایجاد کرده‌است. اوپن‌استریت‌مپ و داوطلبان مشترک تنها در دو روز، با استفاده از تصاویر ماهواره ای موجود برای نقشه‌برداری از جاده‌ها، ساختمان‌ها و اردوگاه‌های پناهندگان پورتو پرنس «کاملترین نقشه دیجیتال جاده‌های هائیتی» را ترسیم کردند.
داده‌ها و نقشه‌های بدست آمده توسط چندین سازمان ارائه دهنده کمک‌های امدادی مانند بانک جهانی، مرکز تحقیقات مشترک کمیسیون اروپا، دفتر هماهنگی امور بشردوستانه سازمان ملل، «UNOSAT» و سایر سازمان‌ها استفاده شده‌است.
سازمان‌های غیردولتی، مانند گروه بشر دوستانه اوپن‌استریت‌مپ و دیگران، با اهداکنندگانی مانند آژانس توسعه بین‌المللی ایالات متحده (USAID) همکاری کرده‌اند تا سایر مناطق هائیتی و بخش‌هایی از بسیاری از کشورها، هم برای ایجاد داده‌های نقشه برای مکانهایی که خالی هستند و هم برای جذب و ایجاد ظرفیت افراد محلی نقشه‌برداری کنند.
پس از زلزله هائیتی، جامعه اوپن‌استریت‌مپ نقشه‌برداری را جهت پشتیبانی از سازمان‌های بشردوستانه (ناسودبر) در برابر بحران‌ها و بلایای مختلف ادامه داد. پس از جنگ شمال مالی در ژانویه ۲۰۱۳، طوفان هایان فیلیپین در نوامبر ۲۰۱۳، و همه‌گیری بیماری ویروسی ابولا در غرب آفریقا در سال ۲۰۱۴ جامعه اوپن‌استریت‌مپ نشان داده‌است که می‌تواند نقش بسزایی در حمایت از سازمانهای بشردوستانه ایفا کند.
گروه بشر دوستانه اوپن‌استریت‌مپ، به عنوان واسط بین جامعه اوپن‌استریت‌مپ و سایر سازمان‌های بشر دوستانه (ناسود بر) عمل می‌کند.
همگام با اقدامات پس از بحران، گروه بشر دوستانه اوپن‌استریت‌مپ برای ساختن الگوهای اضطراری بهتر و رشد جوامع محلی اوپن‌استریت‌مپ که شامل کشورهایی مانند اوگاندا، سنگال، جمهوری دموکراتیک کنگو با همکاری نهضت بین‌المللی صلیب سرخ و هلال احمر، سازمان پزشکان بدون مرز، بانک جهانی و سایر گروه‌های بشر دوستانه می‌شود، همکاری می‌کند.

### تحقیقات علمی
از داده‌های اوپن‌استریت‌مپ تا به حال بارها برای تحقیقات علمی استفاده شده‌است برای مثال از داده‌های مربوط به جاده برای ترسیم آن در مناطقی که فاقد جاده است استفاده می‌شود.

## رویداد سالانه به نام «وضعیت نقشه»

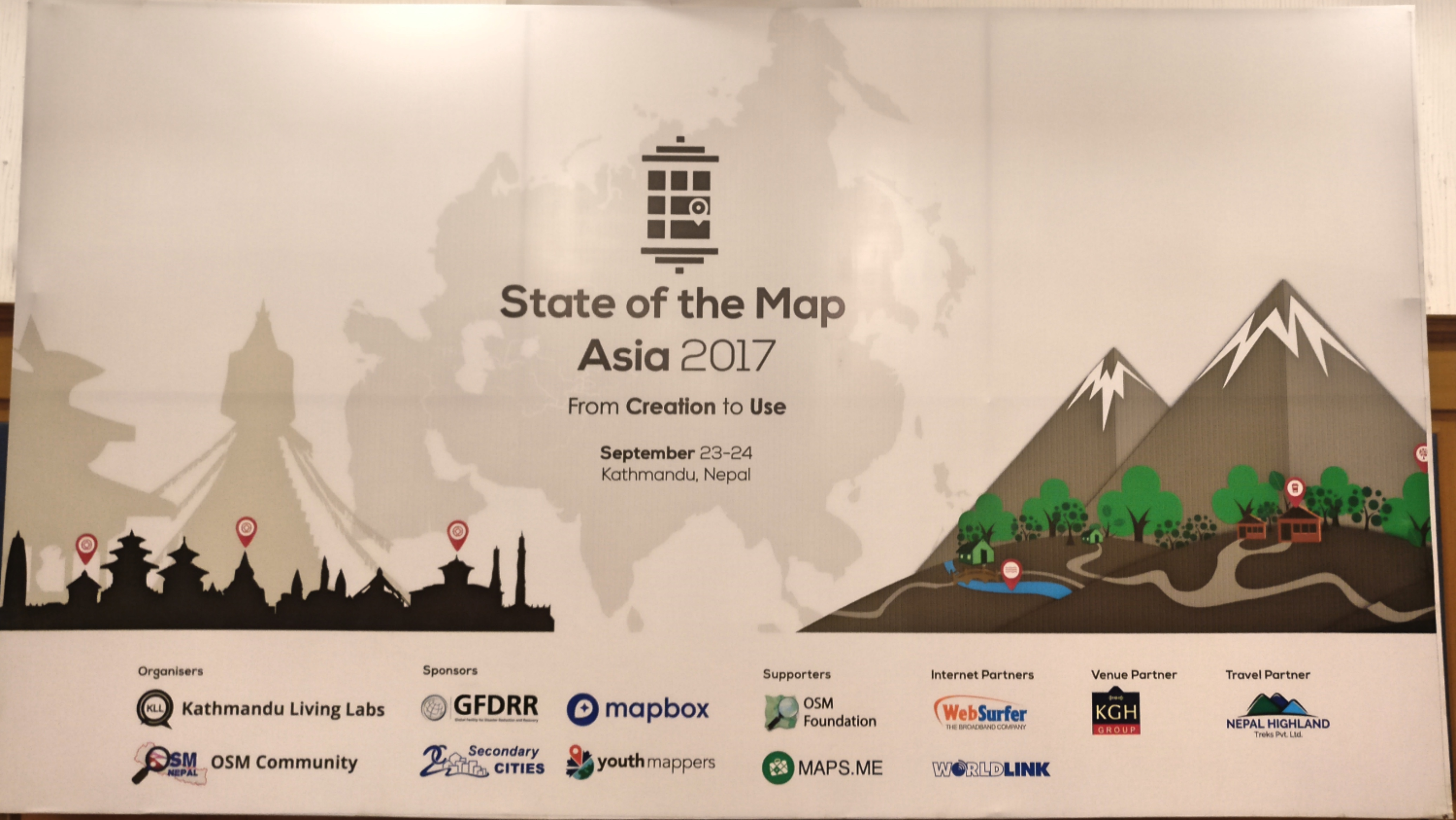
پوستر رویداد «وضعیت نقشه» سال ۲۰۱۷، آسیا

از سال ۲۰۰۷، انجمن اواس‌ام رویداد سالانه و بین‌المللی ای به نام (به انگلیسی: State of Map) برگزار کرده‌است.
مکان‌های برگزاری شده تا به امروز:
- سال ۲۰۰۷: منچستر، بریتانیا[۴۵]
- سال ۲۰۰۸:لیمرک، ایرلند[۴۶]
- سال ۲۰۰۹: آمستردام، هلند[۴۷]
- سال ۲۰۱۰: خیرونا، اسپانیا[۴۸]
- سال ۲۰۱۱:دنور، آمریکا[۴۹]
- سال ۲۰۱۲:توکیو، ژاپن[۵۰]
- سال ۲۰۱۳:بیرمنگام، بریتانیا[۵۱]
- سال ۲۰۱۴: بوئنوس آیرس، آرژانتین[۵۲]
- سال ۲۰۱۵: (رویدادی برگزار نشد)[۵۳]
- سال ۲۰۱۶: بروکسل، بلژیک[۵۴]
- سال ۲۰۱۷: آیزوواکاماتسو، فوکوشیما، ژاپن[۵۵]
- سال ۲۰۱۸ :میلان، ایتالیا[۵۶]
- سال ۲۰۱۹: هایدلبرگ، آلمان

همچنین به‌طور مشابه، رویدادهای مختلف ملی، منطقه ای و قاره ای از «وضعیت نقشه»، در آسیا، بالتیک و آمریکا برگزار می‌شود.

## قوانین حقوقی

### شرایط صدور مجوز
داده‌های اوپن‌استریت‌مپ در ابتدا با هدف ارتقاء استفاده آزاد و توزیع مجدد داده‌ها، تحت مجوز کرییتیو کامنز منتشر شد. در سپتامبر سال ۲۰۱۲، پروانه پیشین اوپن‌استریت‌مپ با هدف تمرکز بیشتر بر روی داده‌ها به جای ارایه، به پروانه پروانه پایگاه داده باز (اوبی‌دی‌ال) تغیر یافت. در جریان این تغییر مجوز، برخی داده‌های بخش عمومی نقشه حذف شدند. این تغییر شامل اطلاعاتی می‌شود که اعضای آن با مجوز جدید موافقت نکردند و همچنین شامل داده‌هایی است که با مجوز جدید همخوانی ندارند.